# Дублянка
Дублянка —  село в Україні, у Краснокутській селищній громаді Богодухівського району Харківської області. Населення становить 564 осіб. До 2020 орган місцевого самоврядування — Олексіївська сільська рада.

## Географія
Село Дублянка знаходиться за 2 км на північ від села Олексіївка і за 2,5 км від села Водяне. З південного сходу примикає село Сонцедарівка.
Через село тече річка Княжна, ліва притока Сухого Мерчика з невеликими заводями, з відсутністю течії і глибинами від 1 - 4 метрів.

## Клімат
Клімат Дублянки помірно континентальний. Зима починається в середині листопада. І тоді переважає хмарна погода, відносна вологість збільшується до 80-90 %. Сніговий покрив зберігається в середньому 100—110 днів. Взимку випадає близько 20-25 відсотків річної кількості опадів, переважно — сніг. Зима з частими відлигами, інколи настільки інтенсивними, що поверхня землі залишається взагалі без снігу. Найхолодніший місяць — січень. Його абсолютний мінімум — 40 °C.
Весна починається в останніх числах березня. У квітні можливе пониження нічної температури до — 10-15 °С. Бувають снігопади. Весна часто затяжна і супроводжується поверненням холоду.
Літо починається всередині травня. Воно тепле, помірне, інколи — жарке, з невелими опадами. Найтепліший місяць — липень. Максимальна температура — +39 °C.

## Історія

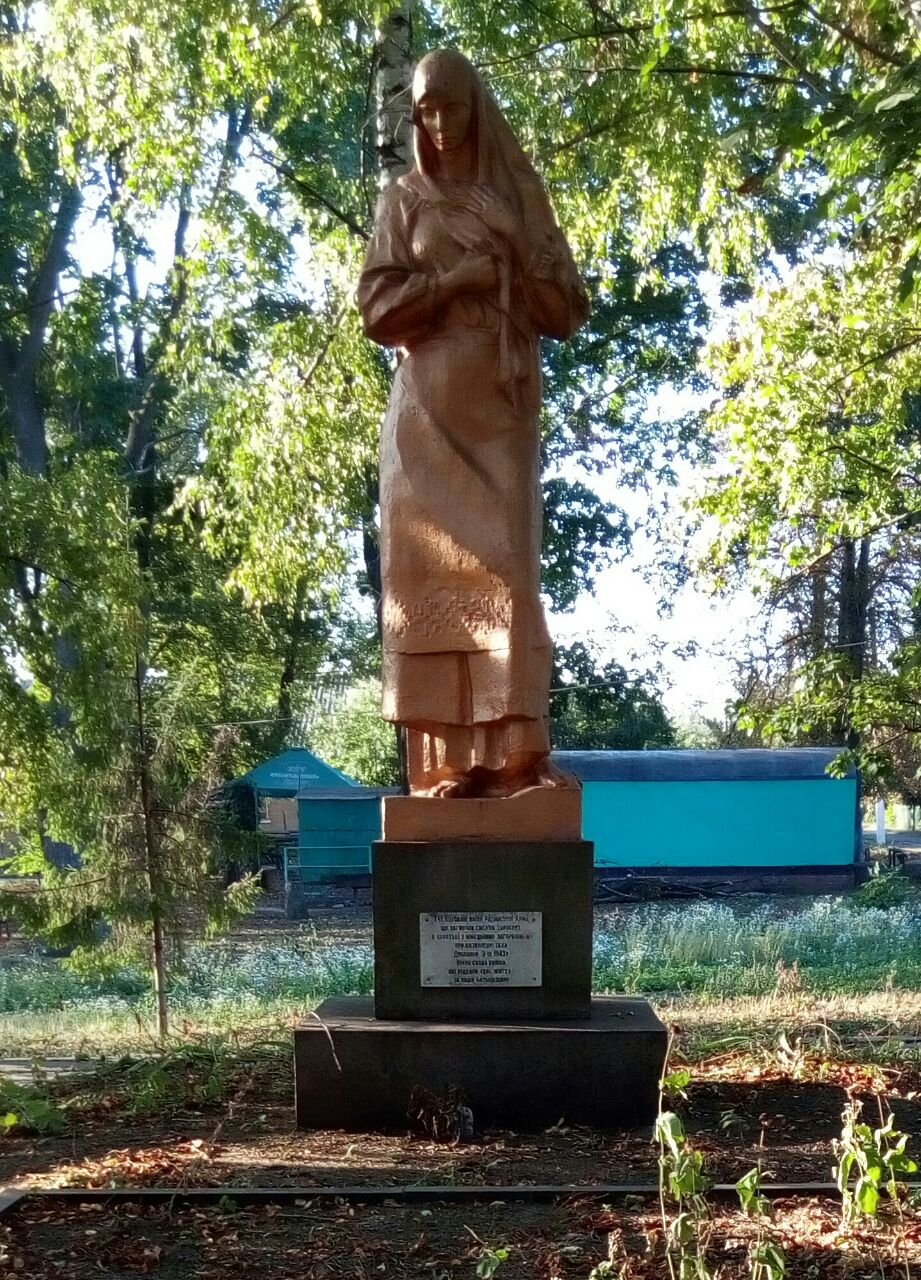
Братська могила. Поховано 84 воїнів

Дублянка відлічується з того часу, коли в мальовничому куточку Краснокутчини біля двох глибоких ставків на землях відомого цукрозаводчика Харитоненка паном Дублянським було розпочато будівництво спиртового заводу ґуральні, як тоді називали його жителі навколишніх сіл. До того часу жодного поселення на місці теперішнього селища не було.. Судячи з мап Шуберта, саме хутір Александровскій був попередником с.Дублянка .
12 червня 2020 року, розпорядженням Кабінету Міністрів України № 725-р «Про визначення адміністративних центрів та затвердження територій територіальних громад Харківської області», увійшло до складу Краснокутської селищної громади.
19 липня 2020 року, в результаті адміністративно-територіальної реформи та ліквідації Краснокутського району, селище увійшло до складу Богодухівського району.

## Економіка
- Дублянський спиртовий завод з залізничною гілкою і відстійниками - завод зупинено, не працює з 2011 року[6] (планувався запуск з листопада 2015 року). В 2018 році почалися роботи по налагодженню роботи заводу. Підвезені спеціалісти зі сторони.
- Приватні магазини побутових і продовольчих товарів.
- Мобільний зв'язок найбільших операторів. З 2017 року працює 3G (Київстар)
- Мобільний інтернет від Інтертелеком (при наявності антени). А також провайдер з м.Полтава .

## Об'єкти соціальної сфери
- Дублянський дитячий садок.
- Дублянська загальноосвітня школа 1-3 ступенів.[7]
- Амбулаторія
- Стадіон
- Кафе
- Клуб

## Визначні місця
- Братська могила радянських воїнів і партизанів. Поховано 84 людини.

## Соціальна ситуація
- Зупинка спиртового заводу спричинила до масового переїзду працездатного населення до міста.
- Село в стані повільного занепаду.
- Більшість населення складають люди похилого, пенсійного віку.

## Релігія
- Церква Покрови Пресвятої Богородиці [8]

## Персоналії
- Юрчак Василь Йосипович
- Кошман Сергій Васильович